# Józef Maciej Fiszer
Józef Maciej Fiszer (ur. 3 lutego 1952) – polski politolog i historyk, profesor nauk humanistycznych, kierownik Zakładu Europeistyki Instytutu Studiów Politycznych Polskiej Akademii Nauk, wieloletni wykładowca Uczelni Łazarskiego, wiceprzewodniczący Komitetu Nauk Politycznych PAN (kadencja 2020-2023).  

## Kariera naukowa
W 1975 r. ukończył studia magisterskie na kierunku historia na Wydziale Historycznym Uniwersytetu Warszawskiego. Następnie odbył studia doktoranckie w Instytucie Historii PAN. W 1980 r. uzyskał w Instytucie Zachodnim w Poznaniu stopień doktora nauk humanistycznych w zakresie nauki o polityce. W latach 1980–1981 wykładał na Uniwersytecie Mikołaja Kopernika w Toruniu, zaś od 1981 do 1990 był adiunktem w Zakładzie Krajów Europy Środkowo-Wschodniej Instytutu Krajów Socjalistycznych PAN, a od 1984 r. także wicedyrektorem instytutu ds. współpracy naukowej z zagranicą. 
W 1990 przeszedł do nowo utworzonego Instytutu Studiów Politycznych PAN, gdzie został adiunktem w Zakładzie Studiów nad Niemcami. W dniu 26 kwietnia 1993 r. uzyskał na Wydziale Dziennikarstwa i Nauk Politycznych UW stopień doktora habilitowanego nauk humanistycznych w zakresie nauki o polityce na podstawie dorobku naukowego i rozprawy Geneza i rozwój NRD w latach 1949-1961. W dniu 17 listopada 2003 r. uzyskał tytuł naukowy profesora (tzw. profesurę belwederską). 
Od 1995 r. jest wykładowcą Uczelni Łazarskiego, gdzie kieruje Katedrą Międzynarodowych Stosunków Politycznych, zaś w latach 1995-2000 był dziekanem Wydziału Ekonomii i Zarządzania, w skład którego wchodzą kierunki politologiczne. W latach 2004–2010 był również kierownikiem Katedry Stosunków Międzynarodowych i Nauk Społecznych w Wyższej Szkole Ekonomiczno-Informatycznej w Warszawie. Wypromował siedmioro doktorów. 